# Сельское поселение «Село Кудрявец»
Сельское поселение «Село Кудрявец» — муниципальное образование в составе Хвастовичского района Калужской области России.
Центр — село Кудрявец.

## Население
| 2010 | 2012 | 2013 | 2014 | 2015 | 2016 | 2017 |
| ---- | ---- | ---- | ---- | ---- | ---- | ---- |
| 861  | ↘846 | ↘838 | ↘822 | ↗823 | ↘798 | ↘784 |
| 2018 | 2019 | 2020 | 2021 |      |      |      |
| ↘769 | ↗771 | ↘763 | ↗779 |      |      |      |

## Состав
В поселение входят 13 населённых пунктов:
- село Кудрявец
- село Агеевка
- село Берёзовое
- деревня Буки
- деревня Верхняя Шкова
- деревня Докторово
- разъезд Железнодорожный
- село Колонна
- деревня Коссы
- село Лубянка
- деревня Палькевичи
- село Старосельское Лесничество
- деревня Теребень